# Van Hauwaert (fietsmerk)
Van Hauwaert is een Belgisch historisch merk van fietsen, motorfietsen en triporteurs.
Ze werden geproduceerd door de bekende Belgische wielrenner Cyrille Van Hauwaert, aanvankelijk in Brussel, later in Groot-Bijgaarden.
Van Hauwaert produceerde in 1910 al fietsen. Vanaf ca. 1920 bouwde hij hier als de klant dat wenste ook 100cc- en 125cc-Gillet-inbouwmotortjes in. In 1932 ging van Hauwaert lichte (74 cc) motorfietsen produceren. Hij leverde ze ook in 125cc-versie, maar paste hier badge-engineering toe: Het waren Gillet-motorfietsen met een "van Hauwaert" logo op de tank.
Ook werden motorfietsen met de 175cc-Star-Gem-motor van Fernand Laguesse geproduceerd.
De door van Hauwaert geproduceerde triporteurs (motorbakfietsen) waren identiek aan die van A. Carlier. Ook deze werden aangedreven door Gillet-motoren (de 350cc-tweetaktmotor van de Gillet Tour du Monde).
In 1954 werd op het Salon van Brussel een vlotte scooter met een 150cc-ILO-tweetaktmotor getoond. Dit model werd echter geen succes. Waarschijnlijk was dit ook het laatste productiejaar van de gemotoriseerde Van Hauwaert-modellen.